# Andre McCollum
Andre McCollum (Durham, 16 aprile 1972) è un ex cestista e allenatore di pallacanestro statunitense.

## Palmarès
- All-IBA First Team (2000)